# Capparis echinocarpa
Capparis echinocarpa là một loài thực vật có hoa trong họ Capparaceae. Loài này được Pierre ex Gagnep. mô tả khoa học đầu tiên năm 1908.